# James Mason
James Mason (Huddersfield, Reino Unido, 15 de mayo de 1909-Lausana, Suiza, 27 de julio de 1984) fue un actor de cine británico. Alcanzó el estrellato tanto en películas estadounidenses como británicas.

## Carrera
Mason estudió arquitectura en la Universidad de Cambridge antes de empezar a trabajar en el teatro "Old Vic" de Londres y con la Gates Company en Dublín. De 1935 a 1949 protagonizó muchas películas británicas obligadas por la cuota del Cinematograph Films Act of 1927. En 1949 debutó en su primera película en Hollywood, Atrapados y a partir de entonces protagonizó muchos largometrajes y espectáculos televisivos. Nominado en tres ocasiones para el Oscar nunca ganó ninguno.
Su característica voz le capacitó para representar tan bien a un intimidador villano como su atractiva apariencia le ayudó a convertirse en actor principal. Entre sus papeles se encuentra el decadente actor de Ha nacido una estrella en la versión de 1954 (con Judy Garland), un terrorista mortalmente herido en Odd man out (1946), Brutus en la película de 1953 de Julio César (con Marlon Brando), el Capitán Nemo en Veinte mil leguas de viaje submarino (1954), el malvado Caballero Negro en El príncipe Valiente, un afable espía en North by Northwest (1959) de Alfred Hitchcock, un ambicioso explorador en Viaje al centro de la tierra (también en 1959) y Humbert Humbert en Lolita (1962) de Stanley Kubrick. 
También participó en otros filmes célebres como Pandora y el holandés errante (con Ava Gardner), la superproducción La caída del imperio romano (con Sophia Loren y otras estrellas), el drama erótico Mandingo, Los niños del Brasil (con Gregory Peck) y la comedia El cielo puede esperar (con Warren Beatty). A finales de 1970, Mason se convirtió en mentor del actor Sam Neill.
Uno de sus últimos papeles, el de un corrupto abogado en The Verdict (1982), supuso su tercera y última candidatura al Oscar. En 1979, participó en la miniserie de vampiros Salem's Lot dirigido por Tobe Hooper.
Mason murió debido a un ataque cardiaco el 27 de julio de 1984 en Lausana (Suiza). Fue incinerado y sus cenizas fueron enterradas en Corsier-sur-Vevey, de Vaud (Suiza). Su viejo amigo Charles Chaplin se encuentra en una tumba a unos pasos de la suya.

## Filmografía parcial
- Alto Comando (High Command, 1937)
- El círculo matrimonial (The Circle, 1939), basada en la obra teatral de William Somerset Maugham
- El séptimo velo (The Seventh Veil, 1947)
- Odd Man Out, 1947
- Atrapados (Caught, 1948)
- Almas desnudas (The Reckless Moment, 1949)
- Madame Bovary, película de 1949 basada en la novela homónima escrita por Flaubert
- Rommel, el zorro del desierto (The Desert Fox: The Story of Rommel, 1951), película biográfica sobre el mariscal Rommel
- Pandora y el holandés errante (Pandora and the Flying Dutchman, 1951), basada en la leyenda del holandés errante
- El prisionero de Zenda (The Prisoner of Zenda, 1952), basada en la novela homónima de Anthony Hope
- Operación Cicerón (5 Fingers, 1952)
- El otro hombre (The Man Between, 1953)
- La nave de los condenados (Botany Bay, 1953)
- Tres amores (The Story of Three Loves, 1953)
- Las ratas del desierto (The Desert Rats, 1953)
- Julio Cesar (Julius Caesar, 1954)
- El príncipe Valiente (Prince Valiant, 1954), basada en la serie homónima de historietas comenzada por el autor Harold Foster
- Veinte mil leguas de viaje submarino (20.000 Leagues Under the Sea, 1954), adaptación de la novela homónima de Julio Verne
- A Star Is Born (1954)
- Más poderoso que la vida (1956, Nicholas Ray)
- Una isla bajo el sol (Island in the Sun, 1957)
- Viaje al centro de la Tierra (1959), adaptación de la novela homónima de Julio Verne

- North by Northwest, 1959

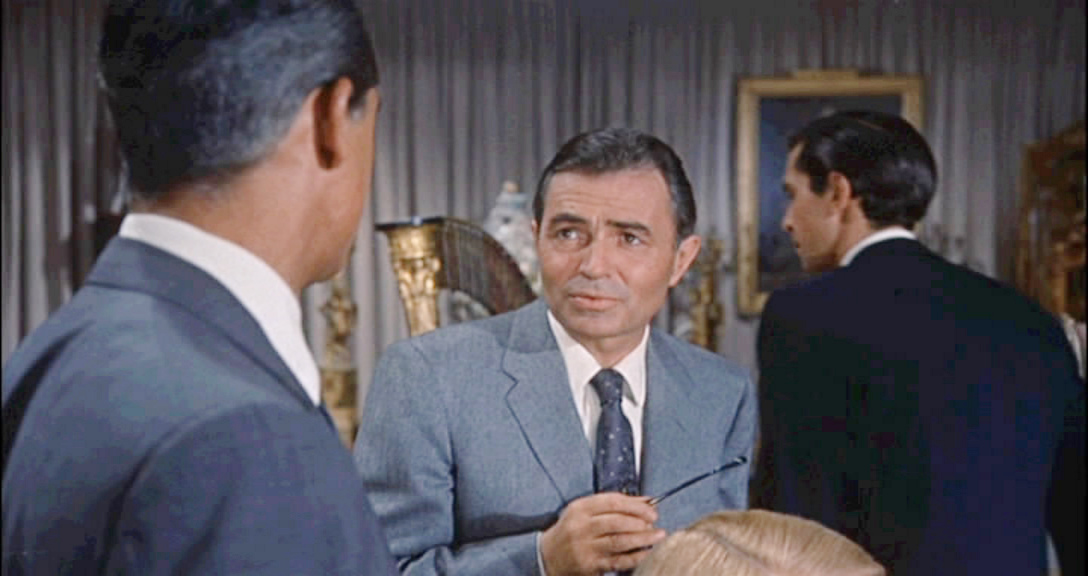
Cary Grant, James Mason y Martin Landau en un fotograma de la película de 1959 North by Northwest, de Alfred Hitchcock

- The Trials of Oscar Wilde, de 1960.
- Lolita, 1962
- La caída del Imperio romano (The Fall of the Roman Empire, 1964)
- Lord Jim, 1964
- Los pianos mecánicos, 1965
- Las águilas azules (The Blue Max, 1966)
- Llamada para el muerto (The Deadly Affair, 1967)
- Age of consent, 1969
- Perversión en las aulas (Child's Play, 1972)
- El hombre de Mackintosh (The Mackintosh Man, 1973)
- Contrato en Marsella (Marseille Contract, 1974)
- Grandes esperanzas (Great Expectations, 1974), adaptación de la novela homónima de Dickens
- Mandingo, 1975
- El viaje de los malditos (Voyage of the Damned, 1976)
- La cruz de hierro (The Iron Cross, 1977)
- Jesús de Nazaret (Gesu di Nazareth, 1977), miniserie de televisión
- Los niños del Brasil (The Boys from Brazil, 1978)
- El cielo puede esperar (Heaven Can Wait, 1978)
- El pasaje (The Passage), 1979
- Murder by Decree (Murder by Decree), 1979
- Salem´s Lot, 1979
- Rescate en el Mar del Norte (North Sea Hijack, 1980)
- Muerte bajo el sol (Evil under the sun, 1982)
- The Verdict, 1982
- A.D. Anno Domini (A.D. Anno Domini, 1984)
- The Shooting Party (La cacería, 1985)

## Premios y distinciones
Premios Óscar
| Año  | Categoría              | Película               | Resultado |
| ---- | ---------------------- | ---------------------- | --------- |
| 1955 | Mejor actor            | Ha nacido una estrella | Nominado  |
| 1967 | Mejor actor de reparto | La soltera retozona    | Nominado  |
| 1983 | Mejor actor de reparto | Veredicto final        | Nominado  |